# Ștorobăneasa
Ștorobăneasa es una comuna ubicada en el distrito de Teleorman, Rumania.

## Superficie
Posee una superficie de 92,84 kilómetros cuadrados.

## Demografía
Hasta 2021 la población era de 2655 habitantes, con una densidad de población de 28,60 habitantes por kilómetro cuadrado.